# Grypania spiralis
Grypania spiralis es un fósil del Proterozoico con una antigüedad de hasta 1870 millones de años (las anteriores dataciones de 2100 millones de años han sido rebajadas). Pudo ser una colonia gigante de cianobacterias, pero dado su tamaño (más de un centímetro), se cree que pudo ser una alga filamentosa, es decir, un organismo eucariota. Sin embargo, esta asignación es problemática, pues dada la resolución de las impresiones se distingue de los filamentos de las cianobacterias del género Lyngbya únicamente en su tamaño. También por su morfología ha sido interpretado como bacterias gigantes relacionadas con las Thiomargarita que son las bacterias más grandes del mundo y macroscópicas.
Los fósiles fueron hallados en las formaciones Negaunee Iron en Palmer, Míchigan (1870  Ma), Rohtas en India (1600 Ma), Gaoyuzhuang del norte de China (1500–1400 Ma) y Doushantuo del noreste de Guizhou (Ediacárico medio, 593–551 Ma). Esto implica que el rango temporal de este organismo se extiende a lo largo de unos sorprendentes 1200 millones de años.